# 昌都寺 (金川縣)
昌都寺，位於四川省阿壩州金川縣撒瓦腳鄉阿拉學村，是藏地本土宗教苯教（又稱本波教）的大寺，故又稱本波教昌都寺。綽斯甲土司（嘉絨十八土司之一）的最高宗教官職郎松的衙門設在昌都寺，與位於金川縣集沐鄉南隅周山村的土司官寨分庭抗禮。

## 引用文獻
1. ↑  雀丹（1995）. 嘉绒藏族史志[M]. 北京: 民族出版社. 第三章第二节「嘉绒十八土司沿革简述」. 相關章節存檔（原連結）
2. ↑  晏春元. . 西藏研究. 1989年S1期.
3. ↑  杨曦帆. . 西藏艺术研究. 2005年, (01). （原始内容存档于2020-04-10）.